# Ruffey-lès-Beaune
Ruffey-lès-Beaune este o comună în departamentul Côte-d'Or, Franța. În 2009 avea o populație de 670 de locuitori.

## Evoluția populației
| An        | 1975 | 1982 | 1990 | 1999 | 2006 | 2009 |
| --------- | ---- | ---- | ---- | ---- | ---- | ---- |
| Populație | 389  | 519  | 622  | 658  | 677  | 670  |